# 阿斯特拉罕卡區

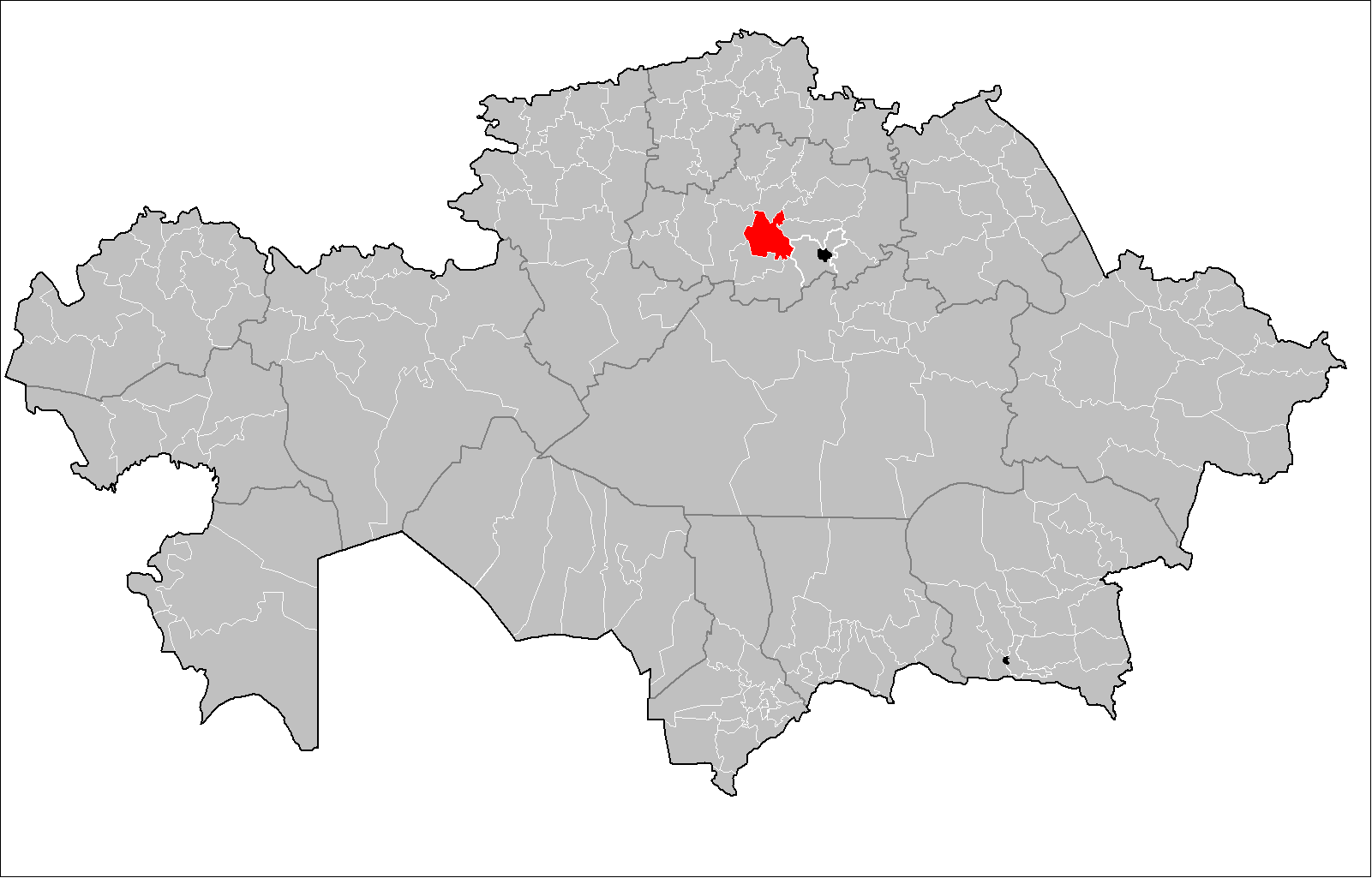

阿斯特拉罕卡區是哈薩克斯坦阿克莫拉州內的行政區，位於該國北部，首府設於阿斯特拉罕卡，始建於1936年，面積7,400平方公里，2013年人口25,524。